# バリトン・ギター

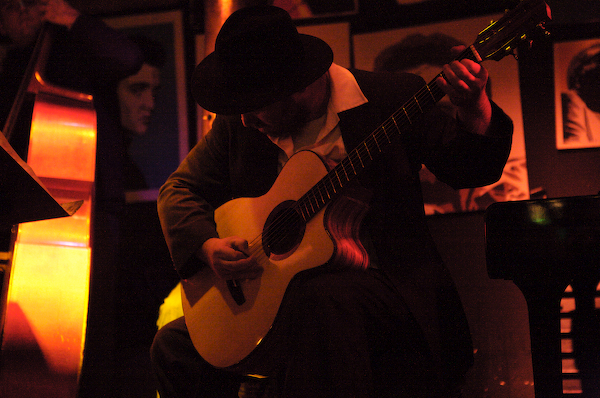
バリトンギターを演奏するClifton Hyde

バリトンギター（Baritone guitar）とは、ギターの亜種であり、通常のギターより長いスケール長（ナットからブリッジまでの長さ）と通常のギターより低い音域がその特徴である。
明確な定義は存在しない が、一般的にフェンダー社のエレクトリック・ギターの25.5インチよりも長い27-8インチ程度のスケールを持つギターを指し、またその上限は30インチ程度までである。

## 概要
1950年代にダンエレクトロが発表した当時にはそれほど脚光を浴びることはなかったが、その後そのユニークなサウンドがビーチ・ボーイズの楽曲のヒット( "Dance, Dance, Dance"や"Caroline, No")により注目された。その張りのある音色を好んだブライアン・ウィルソンが単音リフに使用する事が主であった。
以降カントリーミュージックや映画のサウンドトラック、特にマカロニウェスタンなどでそのサウンドが聴かれるようになったが、この場合は"Tic-Tac Bass"と呼ばれるブリッジミュートを効かせた音色が好まれ、コントラバス等のベースラインをなぞる様な演奏法が用いられた。
米国ではカントリー等に用いられる普遍的なものであり、パーツメーカーWarmothのレギュラーラインにバリトンのネックがある事が確認できる。これは通常仕様のテレキャスターやストラトキャスターにネック交換という形で取り付ける事で28-5/8インチのバリトンになるというもの。フェンダー・カスタムショップ製のモデルが少数生産される事もある。
現在でもその音色を好むアーティスト達によって使用されている。フィンガースタイルでコードを押さえ、親指でベースラインを兼ねて行くような奏法(Travis picking)を用いる奏者が好む傾向がある。

### ヘヴィメタルにおける使用
特に90年代以降のヘヴィメタルの分野で、低域を駆使したサウンドが欲しいときに使われることが増えてきた。低音域のギターサウンドが欲しいときには、通常のギターをダウンチューニングする事が一般的だが、ある程度以上になると弦のテンションの確保が難しく、また、7弦ギターや8弦ギターなどの多弦ギターを使用すると、コードフォームがノーマルギターと違ってくる、ネックの幅が通常のギターより広くなることなどから演奏が難しくなる。そういう理由から、通常のギターと同じコード・フォームで弾けるバリトンを選択するのである。
- メタリカのジェームズ・ヘットフィールドは、自身の名を冠したモデルを出していて("James Hetfield Signature Grynch"、ESP社のモデルでギブソン・SGに準じた"Viper"シェイプ、27インチ)、アルバム『セイント・アンガー』でそのサウンドを聴くことができる。
- マシーン・ヘッドのロブ・フリンはエピフォンのシグネチュアモデルのバリトンを使用している(Epiphone Baritone Flying V "Love/Death"、27インチ)。
- 数多くの7弦、8弦ギターがバリトン・スケールを採用しており、8弦ギターにおいては寧ろ通常の25.5インチ以下は稀である。

## 調律
通常のギターの調律から長三度(4フレット分)下げた「C–F–B♭–E♭–G–C」や完全四度(5フレット分)下げた「B-E-A-D-F#-B」、完全五度(7フレット分)下げた「A-D-G-C-E-A」が使用され、特に明確な決まりはない。しかし、フェンダー・ベースVIのようにノーマル・チューニングのギターを1オクターブ下げた「E-A-D-G-B-E」の場合、6弦から3弦はノーマル・チューニングの4弦ベースと同じピッチになることから、ピッチのみに着目すれば「1オクターブ下げたギター＝ベース」と考えることができ、いわゆる多弦ベースとの区別が曖昧になってしまう。
一方、多彩なゲージを発売していることで知られるアーニーボール(ERNIE BALL)社では、「ダウンチューニングした際でも適切な弦のテンションを保つことができる」としている「Not Even Slinky」(太さは、1弦から.12,.16,.24P,.32,.44,.56)を「Electric Guitar Strings」に分類し、「6-String Baritone Slinky」(太さは、1弦から.13,.18,.30,.44,.56,.72)を「Electric Bass Guitar String」に分類している。
フェンダー社は25.5インチスケール、ギブソン社は24.75インチスケールの製品が多く、バリトン・ギターのスケールは28インチ前後のものが多いことを考慮すると「6-String Baritone Slinky」は4度から5度下げのチューニングを想定しているものと推定できる。

## 主なバリトンギター機種
- Danelectro Baritone Electric 6 String Hodad (27.75インチ)
- Danelectro Neptune Longhorn Bass 6  (30インチ)
- Ernie Ball Silhouette Baritone 6 string (29-5/8インチ)
- Fender Bajo Sexto Telecaster (28.5インチもしくは30-1/4インチ)
  - メキシコ音楽で用いられる"Bajo Sexto"ギター(スペイン語で"Bass Six"の意)のエレクトリック版である
- Fender Bass VI (30インチ)
- Fender Jaguar Baritone Custom (28.5インチ)
- Fender Jaguar Baritone Special HH (27インチ)
- Fender Sub-Sonic Baritone Stratocaster (27インチ)
- Gretsch G6144 Spectra Sonic Baritone (29-1/4インチ)
- Hagström Viking Baritone (28インチ)

### ヘヴィメタルに使用される機種
- 26.5インチ (673.2 mm)
  - Ibanez RGDシリーズ、7弦モデルのみ存在
  - Jackson いくつかの7・8弦モデル (DKA7, DKA8, SLATTXMGQ3-7, およびSLATFXQMG 3-8)
  - Schecter 7弦モデル
- 27インチ (686 mm)
  - ESP Stephen Carpenter baritone models
  - Gibson Buckethead Signature Les Paul (24フレットのレス・ポール)
  - Ibanez RG "XL"シリーズ 6弦・7弦モデル
  - Ibanez RG2228 8弦ギター (F#-B-E-A-D-G-B-E)
  - Jackson B7 7弦および B8 8弦ギター
- 28インチ (711 mm)
  - Schecter 8弦モデル
- 29.4インチ (749 mm)
  - Ibanez Meshuggah signature 8弦ギター M8M and M80M[5]
- 30インチ (762 mm)
  - Agileが30インチを上限としたモデルを用意し、カスタムメイドを受け付けている。